# Кафяв ширококлюн
Кафевият ширококлюн (Corydon sumatranus) е вид птица от семейство Ширококлюнови (Eurylaimidae), единствен представител на род Corydon.

## Разпространение
Видът е разпространен в Бруней, Камбоджа, Индонезия, Лаос, Малайзия, Мианмар, Тайланд и Виетнам.